# Tatort: Das Mädchen auf der Treppe
Das Mädchen auf der Treppe ist ein Fernsehfilm aus der Fernseh-Kriminalreihe Tatort der ARD und des ORF.
Der Film wurde vom WDR produziert und am 27. Juni 1982 erstmals gesendet. Es ist die 138. Folge der Tatort-Reihe. Für die Kriminalhauptkommissare Horst Schimanski (Götz George) und Christian Thanner (Eberhard Feik) ist es ihr vierter Fall. Anlässlich des 40. Sendejubiläums des Duisburger Tatorts strahlte der WDR am 22. September 2020 eine in HD abgetastete und digital restaurierte Folge aus.

## Handlung
Als Kriminalhauptkommissar Schimanski spätabends nach Hause kommt, sitzt die junge Katja Behrens im Treppenhaus vor seiner Wohnung und bittet ihn, sich in der Wohnung ihrer Mutter gegenüber umzusehen. Sie ist aus dem Internat nach Hause gekommen, hat ihre Mutter aber nicht angetroffen, und fand die Wohnung durchwühlt vor. Schimanski tut dem Mädchen den Gefallen, misst der Situation aber keine dringende Bedeutung zu. Trotzdem erlaubt er der verängstigten Katja, bei ihm zu übernachten.
Am nächsten Morgen findet die Polizei eine Frauenleiche unweit der Wohnung. Es ist Katjas Mutter, die erschossen und danach mehrmals überfahren worden ist. Kriminalhauptkommissar Thanner und Schimanski versuchen der in Trauer aufgelösten Katja Informationen über ihre Mutter zu entlocken. Das Mädchen trickst beide immer wieder aus und gibt einige Rätsel auf. Die Ermittler suchen die Arbeitsstätte der Toten, das Spezialitäten-Restaurant „Hawaii“, auf und befragen dessen Chef Straub. Dieser erzählt ihnen von den Problemen der Mutter mit ihrer Tochter Katja. Währenddessen verfolgt der junge Wolfgang Patschke, genannt Wolli, Schimanski und Katja, und es stellt sich heraus, dass er und Katjas Mutter zusammen im „Hawaii“ gearbeitet haben. Wolli ist ebenso auf eine Packung Drogen aus, die Katja bei sich trägt, wie auch zwei unbekannte Männer, die versuchen, die junge Frau zu entführen. Als diese Packung von Schimanski am Duisburger Hauptbahnhof sichergestellt wird, erzählt  Katja ihm, dass sie die Arbeitgeber ihrer Mutter hochgehen lassen wollte. Sie vermutet, dass einer von ihnen der Mörder ist. Eine Razzia im „Hawaii“ beweist den Drogenhandel, Straub konnte allerdings entkommen.
Als Thanner und Schimanski in einer Sackgasse zu stecken scheinen, erinnert sich Katja an einen früheren Liebhaber ihrer Mutter, der angeblich auch in den Drogenhandel verwickelt sein soll. Allerdings weiß sie nur noch seinen Vornamen, Pit. Ein alter 8-mm-Film führt zur Identität des Mannes, der Peter Henje heißt und Eigentümer des Gebäudes ist, in dem sich auch das „Hawaii“ befindet. Schimanski sucht ihn in dessen Büro auf. Henje gibt als Alibi vor, zur Tatzeit ein Essen mit Geschäftsfreunden gehabt zu haben. Da Katja zufällig auch Geburtstag hat, lädt Schimanski das Mädchen am selben Abend in genau das Restaurant ein, in dem auch Henje verkehrt. Obwohl Henje dort tatsächlich auftaucht, bringt das Schimanski nicht weiter. Wieder übernachtet Katja bei Schimanski und schleicht sich nachts heimlich mit seiner Dienstwaffe davon. Der Kommissar bemerkt ihr Verschwinden rechtzeitig und eilt zum „Hawaii“, wo das Mädchen Henje bereits mit Warnschüssen dazu bringen will, den Mord an ihrer Mutter zuzugeben. Er gesteht den Mord und die Entführungsversuche Katjas; letztere beruhen allerdings auf einer Erpressung ihrer Mutter, die ein Geständnis über Henjes weitere ungesetzliche Aktivitäten aufbewahrte. Dieses wähnte er nun im Besitz von Katja, die es jedoch nicht hatte.

## Produktion
Die Folge wurde vom 28. Oktober 1981 bis 4. Dezember 1981 unter dem Arbeitstitel Schmutziger Schnee überwiegend in Duisburg gedreht. So diente unter anderem der Duisburger Hauptbahnhof als Drehort für die Folge. Die Szene, in welcher die Leiche von Katjas Mutter gefunden wird, entstand in Duisburg-Beeck in der Straße Heckershof. Das Thyssen-Stahlwerk von Duisburg-Bruckhausen ist in dieser Szene im Hintergrund deutlich zu sehen. Die Wohnhäuser in diesem Areal wurden in den vergangenen Jahren jedoch im Rahmen von Stadterneuerungsmaßnahmen komplett abgerissen. In der Szene in Henjes Büro ist im Hintergrund der Turm von St. Ludgerus zu sehen. Die Szene wurde im Bürokomplex Ecke Mülheimer/Neudorfer Straße gedreht.
Darsteller Erich Bar hatte bei den Schimanski-Folgen einige wiederkehrende Rollen, von denen diese und die des Maschinisten in der Folge Duisburg-Ruhrort eine humoristische Komponente enthielten. In beiden Fällen entgegnet Schimanski auf seine Frage, was nun werden soll, dass er sich jetzt einen neuen Job suchen könne. Schauspieler Günter Lamprecht war bis dato in vielen Tatorten in Nebenrollen zu sehen (u. a. in der ersten Tatort-Folge Taxi nach Leipzig). Von 1991 bis 1995 spielte er als Tatort-Kommissar Franz Markowitz in Berlin.
Schimanski, dessen Wohnungen und Privatwagen im Verlauf der Tatort-Folgen, soweit sie in Erscheinung traten, ständig wechselten, fährt in dieser Folge einen zur damaligen Zeit bereits betagten, zweitürigen Ford P7b.

## Soundtrack
Das Lied zum Film ist eine leicht veränderte Version des Stücks White Eagle von der gleichnamigen Platte von Tangerine Dream und begründete durch den gleichzeitigen Charterfolg den Beginn einer Reihe spezifischer Schimanski-Songs, die Mitte der 1980er mit den Interpreten Klaus Lage und Dieter Bohlen ihren Höhepunkt haben sollten.